# 陶大为
陶大为（1949年10月—），男，汉族，吉林蛟河人，中华人民共和国政治人物，中国国际文化交流中心常务副理事长，中国共产党党员，第十一届全国政协委员。

## 生平
2008年，当选第十一届全国政协委员，代表对外友好界，分入第四十七组。并担任提案委员会专委。